# Hugo Boman
Hugo Erik Mauritz Boman, född 22 april 1852 i Klara församling i Stockholm, död 28 april 1930 i Hedvig Eleonora församling i Stockholm, blev vice häradshövding 1878, fiskal i Svea hovrätt 1883, assessor 1886, revisionssekreterare 1889, suppleant för Justitieombudsmannen (JO) 1892–1897, JO 1897 samt justitieråd 1897–1922.
Han var från 1894 ordförande i styrelsen för Stockholms stads sparbank.
Han var gift med Kerstin Bohman.

## Utmärkelser
- Kommendör med stora korset av Nordstjärneorden, 6 juni 1907.[3]